# Idioma frisón oriental
El idioma frisón oriental (propio: aastfräiske Sproake; en alemán: ostfriesische Sprache u osterlauwerssches Friesisch) es la rama oriental de la familia de las lenguas frisonas, siendo las otras dos el frisón occidental (en la Provincia de Frisia de los Países Bajos) y el frisón septentrional (en la región de Frisia septentrional, norte de Alemania). De las tres, la rama oriental es la que más peligra, siendo representada en la actualidad solo por la variante del frisón de Saterland (Saterfriesisch). Tanto es así, que el término «idioma frisón oriental» ha llegado a ser comúnmente identificado con el frisón de Saterland, y sus características lingüísticas suelen referirse a las de esta única variedad, que cuenta en la actualidad con entre 1500 y 2000 hablantes.
El idioma frisón oriental no debe de confundirse con el bajo alemán de Frisia oriental (Ostfriesisches Platt), que se ha convertido en el dialecto más común de la región (al lado del alemán estándar). Se trata de un dialecto del bajo alemán que, sin embargo, aún mantiene muchas huellas procedentes de las variedades locales del idioma frisón ya extintas. Hoy en día, en Alemania cuando una persona dice hablar «frisón oriental», casi siempre se refiere al bajo alemán de la Frisia Oriental, mientras que «frisón de Saterland» engloba el término de la lengua frisona.

## Situación
El frisón oriental es una lengua en grave peligro de extinción ya que su única variante aún existente, el frisón de Saterland, no se enseña en los colegios locales, además de competir con el mucho más usado dialecto local del bajo alemán. En comparación, la rama más estable de las lenguas frisonas, el frisón occidental, es una lengua viva que cuenta con casi un medio millón de hablantes, mientras que el frisón septentrional, con unos diez mil hablantes, ha doblado los esfuerzos en los últimos años para apoyar el uso de la lengua y evitar un destino semejante al de la rama oriental (con enseñanzas en algunos colegios, medios de comunicación y editoriales que publican en esta lengua, etc.). 
En el distrito de Frisia, a pesar de su nombre y ubicación costera (en el mar de Frisia), la lengua frisona está extinta desde la década de 1950 (más concretamente su última variedad, hablada en la isla de Wangerooge). Los dialectos regionales hablados en este distrito son el bajo alemán de Oldemburgo y el bajo alemán de Frisia oriental, este último llamado coloquialmente frisón oriental, siendo la palabra ‘frisón’ usada como adjetivo para referirse a una variante del neerlandés. 

## Clasificación
Las tres lenguas frisonas comparten un antepasado común, el frisón antiguo, pero han divergido durante siglos siendo propensas a asimilar las muchas influencias de las culturas e idiomas locales, por lo que en la actualidad no son mutuamente inteligibles. De hecho, hasta las variedades dentro de cada una de ellas (incluso el frisón de Saterland tiene variedades propias) son a veces difíciles de entender por los hablantes de otras.
El antiguo frisón comparte una estrecha relación con el antiguo inglés (o anglosajón), habiendo sido ambos inteligibles entre sí, conformando un grupo propio denominado anglofrisón. Hasta hoy el inglés es considerado el pariente más cercano de las lenguas frisonas, aunque naturalmente no son mutuamente inteligibles ni comparten la sonoridad de muchos fonemas (el inglés siendo la lengua germánica que más se ha alejado de su origen sajón).
El frisón oriental era en su tiempo una lengua rica que se dividía en dos grupos dialectales: el frisón del Ems (Emsfriesisch) y el frisón del Weser (Weserfriesisch), recibiendo los nombres de los dos ríos principales en torno a los cuales se habían desarrollado, y con una zona de continuo dialectal entre ambos. La variante más occidental del frisón del Ems, por su cercanía geográfica a Países Bajos, también compartía una zona de inteligibilidad mutua con el frisón occidental. Las diferencias entre ambos grupos se daban tanto en léxico como en fonemas, una diferencia que aún se puede notar dentro de su uso en el bajo alemán frisio. En este aspecto, el frisón del Weser era una variante excepcional, que presentaba algunas características inexistentes en otros subgrupos del idioma, como las consonantes geminadas, acentuaciones especiales en palabras de raíz corta y palabras unisilábicas de raíz «pulida».
A continuación la división dialectal del frisón oriental:
- Frisón del Ems (Emsfriesisch; subrama occidental):
  - Saterfriesisch (frisón de Saterland), única variante del frisón oriental existente a día de hoy.
  - Upganter Friesisch (frisón de Upgand).
  - Un conjunto de dialectos menores, incluidos los hablados en las islas Frisias orientales.
- Frisón del Weser (Weserfriesisch; subrama oriental):
  - Harlingerfriesisch (frisón de Harlingerland), considerado por algunos un continuo dialectal entre los dos grupos.
  - Wurster Friesisch (frisón de Wurster Nordseeküste)
  - Wangerooger Friesisch, hablado en la isla de Wangerooge y el último en extinguirse (en 1950).
  - Un conjunto de dialectos menores a ambos lados del Weser.